# Stephan Roll

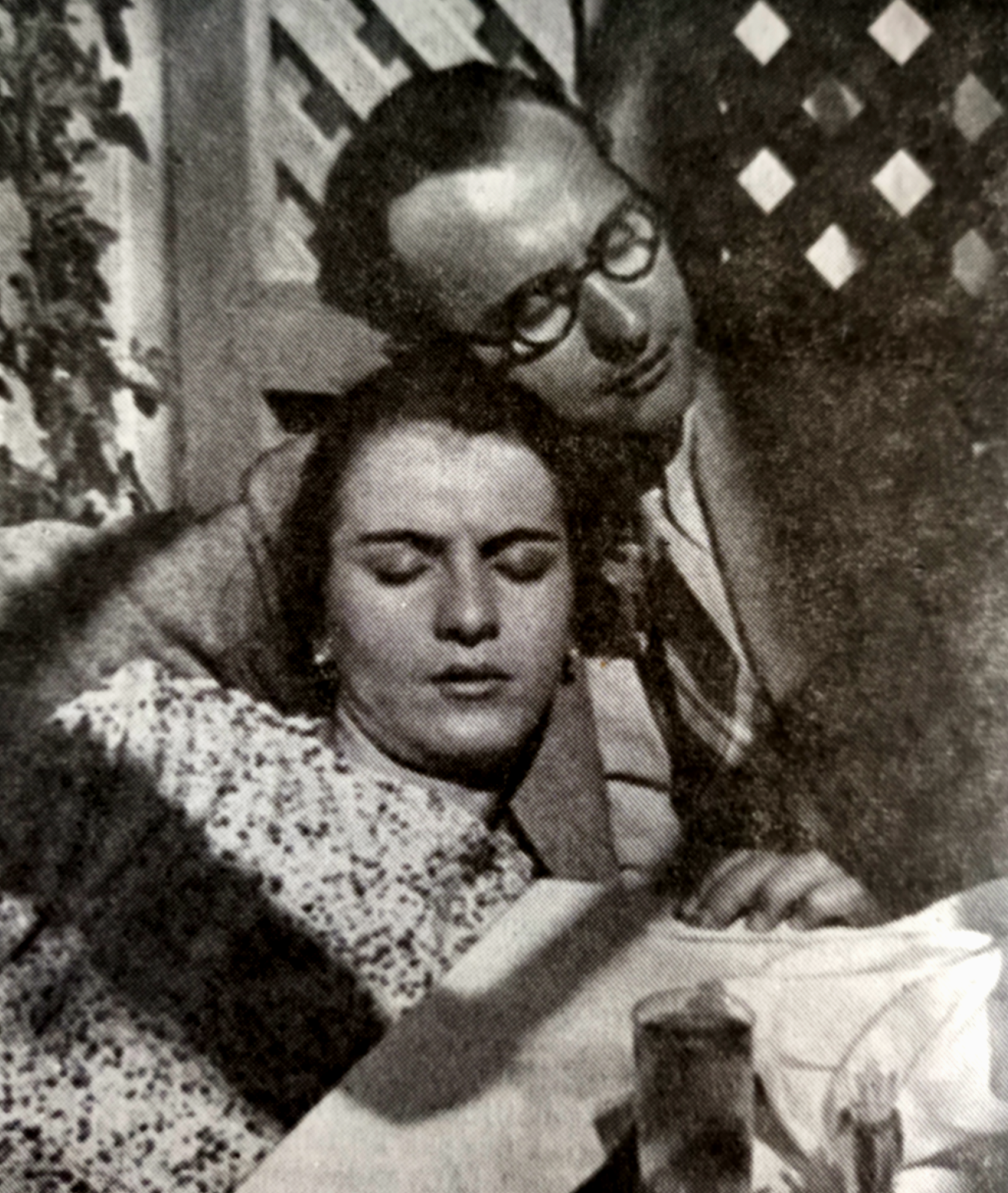
Stephan Roll (rechts) und Maria Tănase (ca. 1937)

Unterschrift

Stephan Roll (* 5. Juni 1904 in Prekopana, Vilâyet Manastır, Osmanisches Reich; † 14. Mai 1974 in Bukarest, geboren als Gheorghe Dinu, auch bekannt unter den Pseudonymen Stéphane, Stefan oder Ștefan Roll) war ein rumänischer Dichter, Journalist, Herausgeber, Filmkritiker und kommunistischer Aktivist. Er gilt als eine zentrale Figur der rumänischen Avantgarde und war bekannt für seine experimentellen literarischen Werke sowie sein politisches Engagement. Roll war ein Autodidakt und empfing Vertreter der rumänischen Avantgarde im Milchgeschäft seines Vaters.

## Frühes Leben und Bildung
Stephan Roll wurde im Dorf Prekopana (heute Perikopi, Regionalbezirk Florina, Griechenland) geboren, das damals zum Vilâyet Manastır des Osmanischen Reiches gehörte. Seine Eltern waren aromunisch-bulgarische Bauern: Enache Dinu, ein ehemaliger Freiheitskämpfer (Komitadschi), der 1907 nach Bukarest floh, und seine Frau Paraschiva. Seine schulische Ausbildung beschränkte sich auf vier Jahre an einer bulgarischen Schule in Bukarest (1911–1915). Seine Briefe zeigen, dass er immer Schwierigkeiten hatte, korrektes Rumänisch zu schreiben, und entwickelte seine eigene Schreibweise für verschiedene Wörter. Dinu verbrachte seine Jugend in einem multikulturellen Umfeld in Bukarest und verbrachte Zeit in den rumänisch-jüdischen Vierteln. Er fungierte als Schabbes-Goi, wobei er Verbindungen zum Zionisten Abraham Leib Zissu pflegte. Von 1915 bis 1929 arbeitete er als Verkäufer im Milchgeschäft seines Vaters, die Lăptăria lui Enache (offiziell Secolul, "Das Jahrhundert"), die sich in der Nähe der Bărăția befand und in Anspielung an den inoffiziellen Namen des Lokals auch eine lebensgroße Kuh zeigte. Seine Verbindungen zu linksextremen Kreisen sind seit Ende 1921 dokumentiert, als die Siguranța, die Geheimpolizei des Königreichs Rumänien, über seine möglichen Verbindungen zu dem Terroristen Max Goldstein informiert wurde.

## Literarische Anfänge und Avantgarde
In den 1920er Jahren wurde das Milchgeschäft seines Vaters, die Lăptăria Enache, ein Treffpunkt für avantgardistische Künstler wie Victor Brauner, Ilarie Voronca und Sașa Pană. Inspiriert von Ion Vinea schloss sich Roll der konstruktivistischen Bewegung an und veröffentlichte Gedichte in Zeitschriften wie Contimporanul. Gemeinsam mit Voronca und Brauner gab er 1924 die experimentelle Zeitschrift 75 H.P. heraus, die nur einmal im Oktober 1924 erschien. Später schlossen er und Voronca sich Scarlat Callimachis Punct an. Er signierte seine Artikel mit seinem Geburtsnamen und seine Gedichte als Stephan Roll, ein Pseudonym, das er angeblich zufällig aus einer Schweizer Zeitschrift entnommen hatte, nachdem er festgestellt hatte, dass er der einzige nicht-pseudonyme Schriftsteller seines engen Kreises war.
Roll arbeitete als Redakteur für die Zeitschrift Integral (1925–1928), wo er neben Benjamin Fondane und Ion Călugăru auch als Filmkritiker debütierte. 1927 traf Roll in Câmpina den aufstrebenden Dichter Geo Bogza, der seine Contimporanul-Stücke gelesen hatte, und half ihm, eine weitere avantgardistische Zeitschrift Urmuz herauszubringen. In Bukarest schlossen sich ihnen der Zeichner Jules Perahim, der damals fünfzehn Jahre alt war, und später auch Sandu Eliad und M. H. Maxy an.
Von 1928 bis 1932 war Roll Herausgeber der Zeitschrift unu und schrieb für Meridian und Facla. Um 1930 hatten er und seine unu-Kollegen sich dem internationalen Surrealismus angeschlossen und waren besonders daran interessiert, dessen Technik des automatischen Schreibens zu pflegen. Als Mitbegründer der Zeitschrift unu wandte sich Roll später vom Konstruktivismus ab und experimentierte mit Surrealismus. Seine Gedichtbände Poeme în aer liber (1929) und Moartea vie a Eleonorei (1930) gelten als Meilensteine der rumänischen Avantgarde.

## Politisches Engagement und Kommunistischer Bruch
Roll und Sașa Pană veröffentlichten ihre "oberflächliche Anhängerschaft" an den Surrealismus, um der politischen Revolution Ausdruck zu verleihen. Bereits während des Bogza-Prozesses im Jahr 1930 zog Roll Parallelen zwischen den Forderungen nach künstlerischer Zensur und dem Aufstieg des Faschismus. Bald darauf trennte die unu-Gruppe ihre Verbindungen zu Vinea und Contimporanul. Aufgrund seiner Nähe zur verbotenen Rumänischen Kommunistischen Partei (PCR) stand Roll unter ständiger Überwachung durch die Siguranța. Er öffnete die Zeitschrift für PCR-Kader und veröffentlichte ein Gedichtbuch von Ion Vitner, das von den Behörden schnell beschlagnahmt wurde. Der Milchladen ging bankrott und wurde schließlich an eine andere bulgarische Familie verkauft, angeblich weil Dinu mittellosen Kunden kostenlose Mahlzeiten gab.
Um 1931 schrieb Roll in unu offene Lobreden auf das "robuste Leben" in der Sowjetunion und stellte ihre Fünfjahrespläne der Weltwirtschaftskrise gegenüber. Bald darauf leistete Roll einen entscheidenden Beitrag zum Ausschluss Voroncas aus der unu-Gruppe, weil er eine Sammlung bei einer "offiziellen" Presse veröffentlicht und sich um die Mitgliedschaft im Rumänischen Schriftstellerverband beworben hatte. Zu dieser Zeit veröffentlichte Roll auch seine Liebe zum Marxismus in seinen Briefen an Benjamin Fondane. In einem Artikel für Cuvântul Liber aus dem frühen Jahr 1933 drückte Roll seine Unterstützung für Louis Aragon aus und bezeichnete den Surrealismus als "falsche Avantgarde", solange er nicht "die anarchische Wirtschaftsstruktur der Gesellschaft" anzapfte.
Rolls politischer Aktivismus prägte seine künstlerische Arbeit stark. Als überzeugter Kommunist schloss er sich der illegalen PCR an und engagierte sich in antifaschistischen Bewegungen und förderte sowjetische Standpunkte.

## ZwischenCuvântul LiberundReporter
Im Dezember 1932 gab Pană eine letzte Ausgabe von unu heraus. Roll, der mit dem Avantgarde-Reporter Filip Brunea-Fox eng befreundet blieb, redigierte anschließend die Zeitungen Adevărul und Dimineața. Von 1934 bis 1938 gab er auch Cuvântul Liber heraus und schloss sich der Rumänischen Gesellschaft für Freundschaft mit der Sowjetunion (Amicii URSS) an, die eine Tarnorganisation für die PCR war.
Im Jahr 1934, nach einem harten Durchgreifen gegen den faschistischen Eisernen Garde und die PCR gleichermaßen, beschwerte sich Roll bei Fondane darüber, dass „alle Veröffentlichungen jetzt durch die militärische Zensur gesiebt werden“. Roll befreundete sich um 1936 mit dem Folkloristen Harry Brauner und war einer der ersten, der Maria Tănase (1913–1963) hörte und förderte. Roll hatte eine enge persönliche und berufliche Beziehung zu der rumänischen Sängerin und Schauspielerin. Roll bewunderte Tănases außergewöhnliches Talent und unterstützte sie in ihrer Karriere. Beide sollen eine romantische Verbindung gehabt haben, was durch ein bekanntes Foto belegt wird, auf dem Tănase Roll liebevoll umarmt (ca. 1937).
1937 beteiligte sich Roll an der von Zaharia Stancus Zeitung Azi initiierten Kampagne für freie Meinungsäußerung und verteidigte die Avantgardisten Geo Bogza und H. Bonciu gegen Anschuldigungen der nationalistischen Rechtsaußen. Ebenfalls in diesem Jahr gründete er die satirische Zeitschrift Pinguinul, die von der Siguranța als „getarnte kommunistische Organisation“ bezeichnet wurde. Sie veröffentlichte Kunst von Jules Perahim und Brauner sowie Texte von Bogza und wurde nach der Herausgabe von vier Ausgaben gewaltsam geschlossen. Eine Zeit lang spielte Roll mit dem Gedanken, sie unter dem Namen Pitpalacul neu zu starten.
Von 1938 bis 1940 redigierte Roll Stancus Zeitung Lumea Românească, in der er sich zusammen mit Bogza, George Macovescu, Petru Manoliu und anderen Intellektuellen weiterhin für den Antifaschismus einsetzte. Nachdem er bereits sowjetische Angriffe auf die Psychoanalyse in Cuvântul Liber veranstaltet hatte, schrieb er in Azi (Oktober 1939) einen kritischen Nachruf auf Sigmund Freud. Darin prangerte er den Freudismus als "Opium des Volkes" an, eine Ablenkung von "revolutionärem Eifer".

## Zweiter Weltkrieg und Nachkriegszeit
Im Jahr 1940 wechselte Roll zu Mircea Grigorescus Tageszeitung Timpul, seinem wichtigsten Arbeitsplatz bis 1947. Mit dem Beginn des Zweiten Weltkriegs  und Rumäniens Bündnis mit Hitlerdeutschland verbarg er seine politischen Verpflichtungen. Zu dieser Zeit war in einer Beziehung mit Margareta "Medi" Wechsler, einer jüdischen Malerin, die er um 1934 kennengelernt hatte. Die Rassengesetze verhinderten ihre Heirat und verboten Medi das künstlerische Leben.
Während des Regimes der Eisernen Garde gewährte Roll einem gejagten kommunistischen Sympathisanten George Ivașcu Schutz. 1943 wurde er einer der wichtigsten Mitarbeiter von Ivașcus geheimer Zeitung România Liberă.
In seinen Vierzigern entwickelte sich Stephan Roll zu einer wichtigen Figur unter den kommunistischen Schriftstellern. Kurz nach dem königlichen Staatsstreich in Rumänien 1944 schloss er sich mit den Amicii URSS zusammen und wurde mit Athanase Joja, Simion Oeriu und Petre Pandrea Mitherausgeber ihrer Zeitschrift Veac Nou. Zusammen mit Stancu und Paraschivescu war er Zeuge der Anklage im Prozess gegen Journalisten, die den Faschismus unterstützt hatten, der 1945 von den Rumänischen Volkstribunalen organisiert wurde. Es gibt jedoch Hinweise darauf, dass Roll insgeheim kommunistische Politiken verübelte, insbesondere die Anwerbekampagne für Parteikader. Ihm wird zugeschrieben, den Einzeiler erfunden zu haben: Puțini am fost, mulți am rămas ("So wenige wir waren, so viele von uns bleiben").
Zwischen 1947 und 1956, unter dem frühen kommunistischen Regime, redigierte er die Zeitung Munca und die Zeitschrift Gazeta Literară. Von 1956 bis 1967 war er Sekretär der Journalistenvereinigung. In den 1950er Jahren heiratete er Medi. Ihre Ehe blieb kinderlos. Roll veröffentlichte 1968 seinen retrospektiven Band Ospățul de aur ("Goldenes Festmahl"). Mit einem Vorwort von Alexandru A. Philippide machte er jungen Schriftstellern bewusst, dass der Journalist und der Avantgarde-Dichter ein und derselbe Mann waren. Die hier veröffentlichten Stücke wurden jedoch durch die kommunistische Zensur und Rolls eigene Vorbehalte abgeschwächt, und einige wurden stark retuschiert.
Nach dem Tod des Schriftstellers im Jahr 1974 barg und kopierte seine Witwe Medi die Originalentwürfe seiner Gedichte, die von Macovescu und Eugen Jebeleanu in Gazeta Literară veröffentlicht wurden. Ion Pop setzte die redaktionelle Arbeit fort und erstellte 1986 eine neue Ausgabe. Das Projekt wurde nach der Revolution von 1989 wieder aufgenommen, und 2014 erstellte Pop schließlich ein unzensiertes Korpus von Rolls literarischem Beitrag.

## Literarisches Werk
Rolls Gedichte zeigen nacheinander Anklänge an die Hauptströmungen, die die rumänische Avantgarde durchlief. Sein früher "integralistischer" Konstruktivismus, mit seinen Anklängen an Futurismus und Dadaismus, brachte Gedichte, Oden und Beispiele für Jazzpoesie sowie eine Hommage an die Avantgarde-Kultfigur Urmuz hervor. Rolls Übergang zum Surrealismus brachte seine Wiederentdeckung früherer, klassischerer, poetischer Modelle mit sich. Roll setzt er sich mit Comte de Lautréamont, Arthur Rimbaud und Charles Baudelaire auseinander. Dieser Einfluss zeigt sich in der Sammlung Poeme în aer liber ("Freiluftpoesie") von 1929 und den Prosagedichten in Moartea vie a Eleonorei ("Eleonoras lebendiger Tod") von 1930, die beide mit Illustrationen von Victor Brauner versehen waren. Diese eher elegischen Gedichte tragen spielerische, ironische und burleske Züge. In verschiedenen Ausgaben von Ospățul de aur sind Gedichte als auch Essays enthalten. Die posthume Sammlung Baricada din călimară ("Eine Barrikade im Tintenfass", 1979) wirft ein Licht auf seine Tätigkeit in den 1930er Jahren als radikal-linker Journalist.